# Sara Rosina Gramática
Sara Rosina Gramática (Villa Dolores, Córdoba, 26 de mayo de 1942) es una reconocida arquitecta argentina contemporánea. Como socia fundadora de las empresas COPSA, GGMPU y MGM Asociados, proyectó y construyó algunos de los edificios más emblemáticos de la ciudad de Córdoba. Recibió el Premio Konex en 1992.

## Primeros años
Sara Gramática nació el 26 de mayo de 1942 en la ciudad de Villa Dolores, Córdoba, Argentina. En 1965 se graduó como arquitecta en la Facultad de Arquitectura y Urbanismo de la Universidad Nacional de Córdoba.
Ese mismo año se inició en el ejercicio de la profesión y dos años más tarde se asoció con los arquitectos Juan Carlos Guerrero, Jorge Morini, José Pisani y Eduardo Urtubey. Paralelamente a la actividad profesional, con los mismos socios fundó, en 1971, la empresa COPSA, dedicada a la construcción de obras privadas y públicas. La misma funcionó hasta 1995. Ese mismo año, todas las actividades del grupo se concentraron en la oficina de diseño constituyendo GGMPU Arquitectos (Gramática, Guerrero, Morini, Pisani, Urtubey). Estos serían sus compañeros por más de 40 años, y uno de ellos, Jorge Morini, el esposo y padre de sus hijos. Sorteando la crisis financiera que afectó a Argentina, en 2002, Gramática constituyó junto con Morini, Pisani y Urtubey la empresa GMPU S.L. con sede en la ciudad de Málaga, España. Desde esta sociedad, que operó hasta el año 2011, proyectaron algunos conjuntos de viviendas y edificios residenciales en la costa sur de España. A partir del año 2006, se asoció en diversos proyectos con la oficina de su hijo, Lucio Morini. Tras el cese de funciones de GGMPU y GMPU SL, en 2013, fundó con su esposo y su hijo MGM y Asociados (Morini, Gramática, Morini), desde donde desarrolla actualmente su actividad profesional.

## Trayectoria
Como integrante del Estudio GGMPU, comparte la autoría de todas las obras que han realizado durante más de 46 años de trayectoria ininterrumpida, en la que se han construido efectivamente más de 1.500.000 de m², cubriendo prácticamente todas las escalas tanto en tamaño y complejidad como en diversidad tipológica y programática: edificios institucionales, edificios culturales, edificios comerciales, shopping centers, edificios educacionales, arquitectura hospitalaria, hoteles, complejos carcelarios, centros de esparcimiento y juego, conjuntos de viviendas sociales, edificios residenciales, viviendas uni-familiares, edificios deportivos, centros de distribución y logística, plantas industriales, etc., para clientes argentinos y extranjeros.
Ha obtenido numerosas distinciones en Concursos de anteproyectos de los cuales 14 son primeros premios. Su trabajo ha sido publicado en libros y revistas tanto nacionales como extranjeros y ha sido expuesto en muestras locales y del exterior. Clarín Arquitectura, ha incluido a su estudio dentro de la lista de los 10 más importantes de la Argentina. Ha sido galardonada con las principales distinciones nacionales e internacionales, en las que se destacan el Premio Cyanamid a las 10 mejores obras de la década (1973), el Premio Bienal Buenos Aires a la mejor arquitecta de Interés Social (1985), el Premio Konex a las Artes Visuales (1992), el Premio Bienal internacional de Arquitectura por su Palacio de Justicia de Córdoba (1998), el premio Vitruvio a la Trayectoria (2000), dos de los tres Premios de la Sociedad Central de Arquitectos/CPAU en la Bienal de Arquitectura (1994), entre otros.
Se ha desempeñado como Vicepresidente de la Sociedad de Arquitectos de Córdoba (1992) y como integrante de la Comisión Directiva del Colegio de Arquitectos de la Provincia de Córdoba, entre otros cargos institucionales.

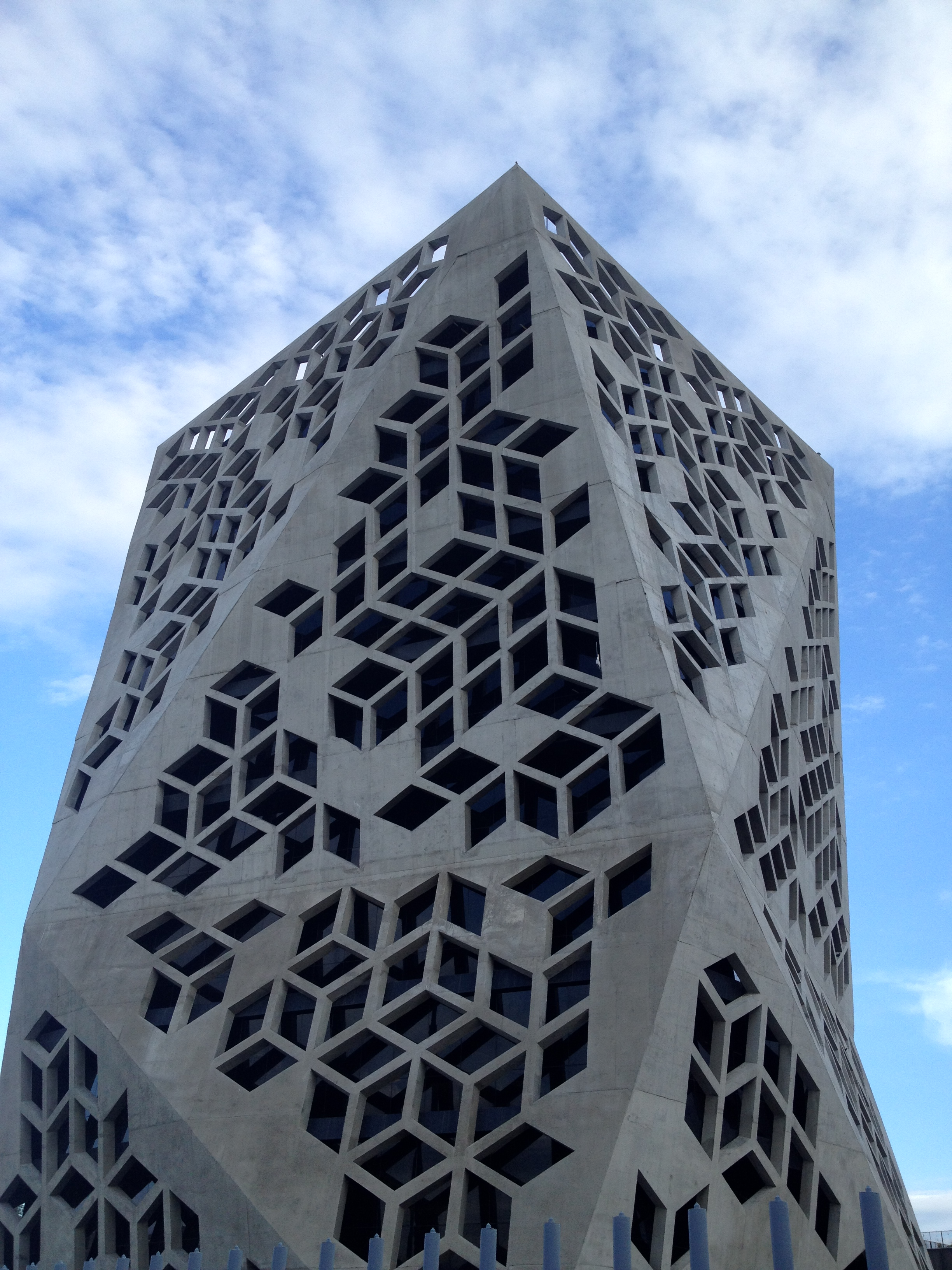

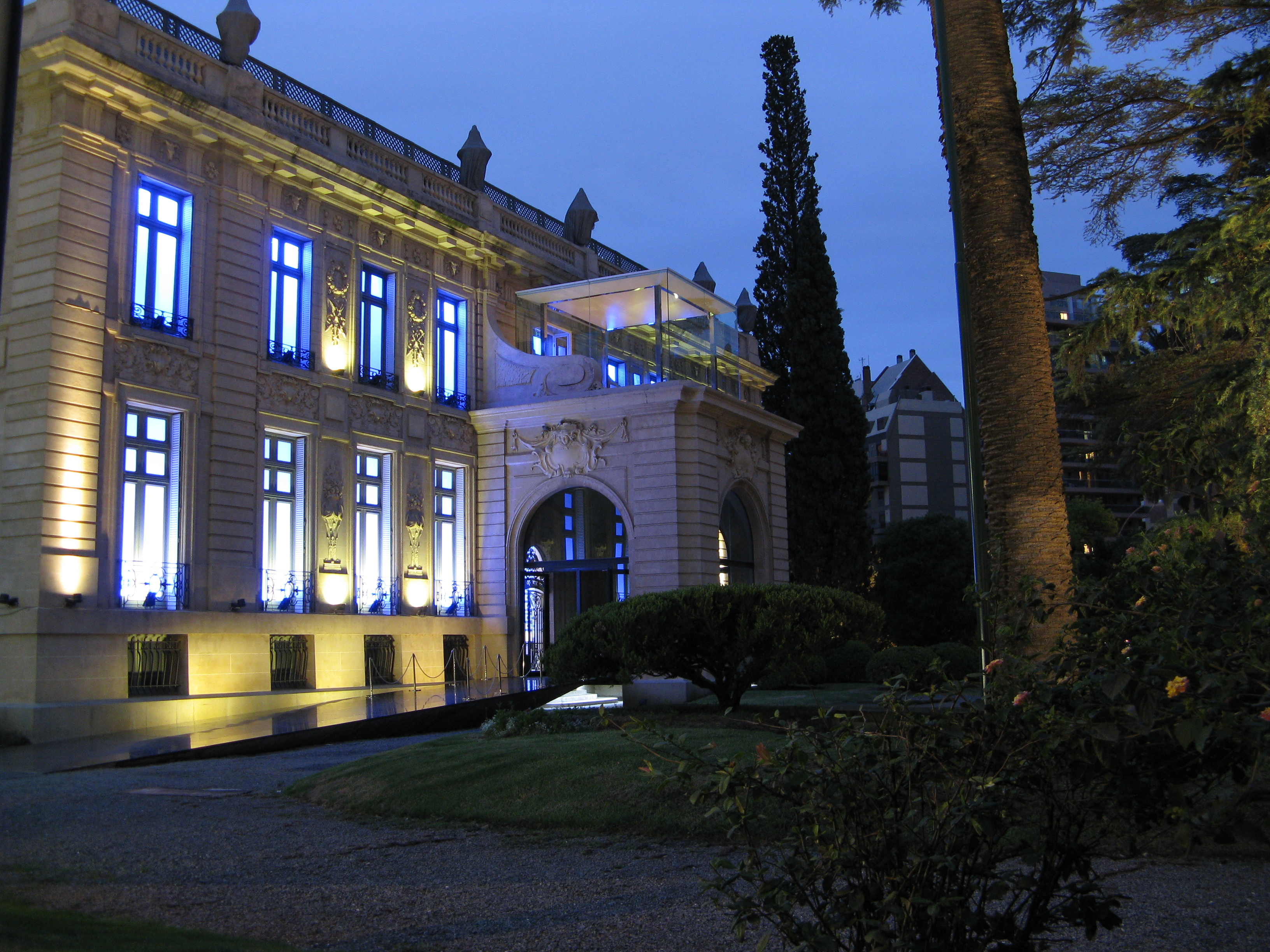

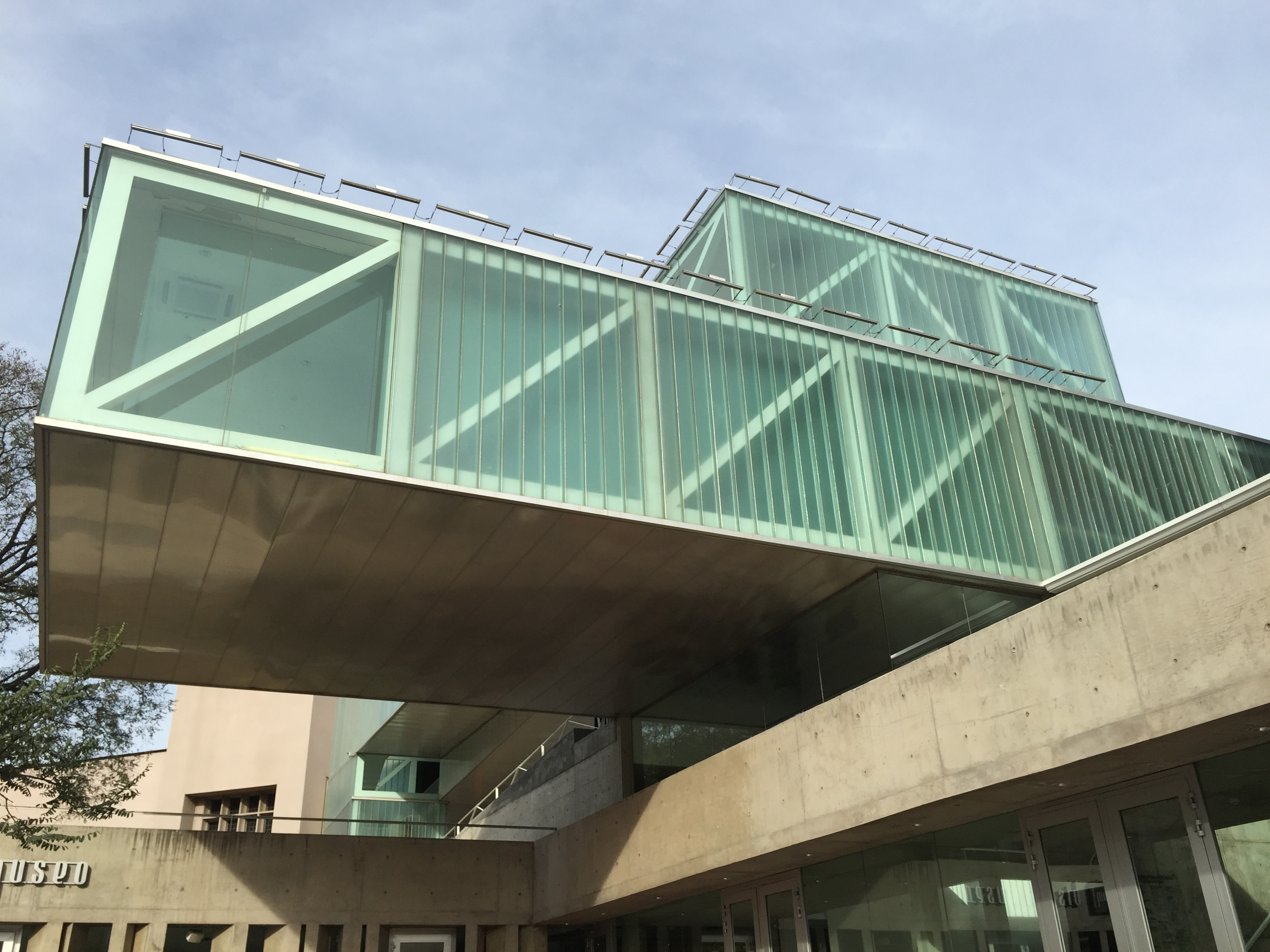

## Obras destacadas
- 1985: Conjunto Habitacional de 198 viviendas, en Arroyito
- 1990: Nuevocentro Shopping, en Córdoba[6]
- 1992: Palacio de Justicia II, en Córdoba[7]
- 1993: Edificio Nazaret III, en Córdoba[8]
- 1994: Casa en el Lago, en Puerto Diego (Villa Carlos Paz, Córdoba)[9]
- 1994: Hotel Sheraton Córdoba
- 1996: Club House del Jockey Country Club, en Córdoba[10]
- 1996: Cárcel Penitenciaria para Varones, en Córdoba[11]
- 2004: Hotel Sheraton Salta (asoc. Baudizzone-Lestard)[12]
- 2006: Ateliers de la Ciudad de las Artes, en Córdoba[13]
- 2006: Estadio Parque Roca, en Buenos Aires
- 2007: Ampliación del Museo Provincial de Bellas Artes Emilio Caraffa, en Córdoba
- 2007: Museo Superior de Bellas Artes Evita (ex Palacio Ferreyra), en Córdoba
- 2010: Centro Cívico de Córdoba
- 2011: Ampliación de la Terminal de Ómnibus de Córdoba